# アマン (トールキン)
アマン（Aman）は、J・R・R・トールキンの『指輪物語』、『シルマリルの物語』の世界において、西の果てにあるヴァラールの住まう地。「至福の地」、「不死の国」とも呼ばれ、ヴァリノール、エルダマール、トル・エレッセアが存在する。
至福の、悪の無いといった意味を持つ。二つの灯火とアルマレンが破壊されてヴァラールがこの地に移り住んだ後、多くのエルフ達もこの地に移り住んだ。
ヌーメノールの没落時にエル・イルーヴァタールが世界を丸くしたと同時に、アマンに人間が来ることも出来なくなってしまったため、それ以降は直接行くことの出来ない場所となった。
ガンダルフ、ガラドリエルや指輪所持者のフロド・バギンズが船に乗って去った地もここだと言われている。